# 佩爾狄卡斯二世
佩爾狄卡斯二世（希臘語：Περδίκκας Β΄，？—前413年），馬其頓國王，前448年至前413年在位。
佩爾狄卡斯是亞歷山大一世的兒子。前454年亞歷山大一世去世，其長子、佩爾狄卡斯的哥哥阿爾塞塔斯二世繼位為王。前448年，佩爾狄卡斯的兒子阿奇拉謀殺阿爾塞塔斯，佩爾狄卡斯登上王位。伯羅奔尼撒戰爭期間，佩爾狄卡斯二世先後反覆與雅典、斯巴達結盟。前413年佩爾狄卡斯去世，由其子阿奇拉繼承王位。